# Parafia Najświętszej Maryi Panny Różańcowej w Zgierzu
Parafia Najświętszej Maryi Panny Różańcowej w Zgierzu – rzymskokatolicka parafia w dekanacie zgierskim archidiecezji łódzkiej. Najmłodsza parafia w mieście, wydzielona z parafii św. Katarzyny Aleksandryjskiej. Obejmuje swym zasięgiem największe zgierskie osiedle mieszkaniowe – Osiedle 650-lecia.

## Historia
Parafia została erygowana przez biskupa Władysława Ziółka 1 października 1989 roku. Od początku jej istnienia do 2016 roku funkcję proboszcza pełnił ks. Jerzy Kowalczyk. Od 1 lipca 2016 roku funkcję proboszcza pełni ks. Paweł Szubert.
Budowę kościoła parafialnego rozpoczęto w roku 1996 według projektu inż. Aleksego Dworczaka. Poświęcenie nastąpiło 31 grudnia 2000 r. przez abpa Władysława Ziółka, kiedy budowla była jeszcze w stanie surowym.

## Proboszczowie
- ks. Jerzy Kowalczyk (1989–2016)[1]
- ks. Paweł Szubert (od 2016)